# アンティーケ州

アンティーケ州

アンティーケ州（アンティーケしゅう、Province of Antique）は、フィリピン中部ビサヤ諸島のパナイ島にある州で、西ビサヤ地方（Western Visayas, Region VI）に属する。
パナイ島の西半分を占め、東側をイロイロ州、カピス州、アクラン州と接している。他の州とは、島中央部の山脈で孤立した位置にある。西はスールー海（東クーヨー海峡、英語: Cuyo East Pass）で、その先にミマロパ地方のパラワン州領域であるクーヨー諸島（英語: Cuyo Archipelago）が浮かぶ。農業や林業、漁業を主とする州である。
面積は2,522.0km2、人口は582,012人（2015年）、州都はサンホセ（San Jose）である。主にイロンゴ語（ヒリガイノン語）に近い言語であるキナライア語（Karay-a）が話される。